# لوکاس ویلالبا
لوکاس ویلالبا (انگلیسی: Lucas Villalba؛ زادهٔ ۱۹ اوت ۱۹۹۴) بازیکن فوتبال اهل آرژانتین است.
از باشگاه‌هایی که در آن بازی کرده‌است می‌توان به باشگاه اتلتیکو ایندپندینته اشاره کرد.
وی همچنین در تیم ملی فوتبال زیر ۲۰ سال آرژانتین بازی کرده‌است.